# Epeolus splendidus
Epeolus splendidus (лат.) — вид земляных пчёл-кукушек рода Epeolus из подсемейства Nomadinae (Apidae). Название связано с уникально гладким, блестящим проподеумом этого вида, от латинского «splendidus» (яркий).

## Распространение
Северная Америка: США, Мексика.

## Описание
Мелкие слабоопушённые пчёлы, буровато-чёрные, с беловато-жёлтыми отметинами на теле как у ос и рыжевато-красными ногами. Длина менее 1 см (тело 8,4 мм; длина головы 2,1 мм; ширина головы 3,0 мм; длина переднего крыла 6,6 мм). Следующие морфологические признаки в сочетании могут быть использованы для отличия E. splendidus от всех других североамериканских Epeolus: проподеум (за исключением текстурированного метаподнотума) сильно полирован и (кроме боковых краев) безволосый, а T1 имеет полную белую базальную фасцию, тогда как T1—T4 имеют полные ярко-жёлтые апикальные фасции. Как и у Epeolus canadensis, Epeolus compactus и Epeolus ferrarii, у E. splendidus на мезоскутуме имеется небольшая антеромедиальная пятнистость томентума, хотя она ярко-, а не бледно-жёлтая. Однако у E. splendidus T1 не имеет отчётливого чёрного дискального пятна, а у самок F2 короче, его длина равна ширине. У всех четырех видов аксилла не достигает середины длины мезоскутеллума, а аксилла (за исключением иногда вершины) и мезоскутеллум чёрные. Клептопаразиты пчёл рода Colletes , в гнёзда которых откладывают свои яйца.  Максиллярные щупики 1-члениковые. 2-й стернит брюшка матовый. У самок на 6-м стерните брюшка расположены ланцетовидные, мелко зазубренные отростки. В переднем крыле три радиомедиальных ячейки, 1-я из них много крупнее 3-й. Вершина радиальной ячейки (по форме она эллиптическая) удалена от переднего края крыла. Задние голени со шпорами.